# Neoporus aulicus
Neoporus aulicus är en skalbaggsart som först beskrevs av Aubé 1838.  Neoporus aulicus ingår i släktet Neoporus och familjen dykare. Inga underarter finns listade i Catalogue of Life.